# Liste der Naturdenkmale in Heroldstatt
| Naturdenkmale | Anzahl |
| ------------- | ------ |
| FND           | 8      |
| END           | 19     |
| Gesamt        | 27     |

Die Liste der Naturdenkmale in Heroldstatt nennt die verordneten Naturdenkmale (ND) der im baden-württembergischen Alb-Donau-Kreis liegenden Gemeinde Heroldstatt. In Heroldstatt gibt es insgesamt 27 als Naturdenkmal geschützte Objekte, davon 8 flächenhafte Naturdenkmale (FND) und 19 Einzelgebilde-Naturdenkmale (END).
Stand: 31. Oktober 2016.

## Flächenhafte Naturdenkmale (FND)
| Name                                                            | Bild | Kennung     | Einzelheiten | Position | Fläche Hektar | Datum         |
| --------------------------------------------------------------- | ---- | ----------- | ------------ | -------- | ------------- | ------------- |
| Doline mit Weißbirke                                            | BW   | 84251390017 | Heroldstatt  | ⊙        | 0,0           | 20. Juli 2001 |
| Fliegentäle                                                     | BW   | 84251390027 | Heroldstatt  | ⊙        | 0,9           | 20. Juli 2001 |
| Hintere Kohlhaldenhöhle                                         |      | 84251390025 | Heroldstatt  | ⊙        | 0,0           | 20. Juli 2001 |
| Holzhüle mit 3 Feldahorn                                        | BW   | 84251390015 | Heroldstatt  | ⊙        | 0,0           | 20. Juli 2001 |
| Schafweide am Armenrain (Magerrasen, Weidbäume und Feldgehölze) | BW   | 84251390009 | Heroldstatt  | ⊙        | 3,3           | 20. Juli 2001 |
| Sontheimer Höhle (a) mit Rotbuche (b) am Höhleneingang          |      | 84251390024 | Heroldstatt  | ⊙        | 0,2           | 20. Juli 2001 |
| Waldhüle                                                        | BW   | 84251390011 | Heroldstatt  | ⊙        | 0,0           | 20. Juli 2001 |
| Wolfslochhöhle                                                  | BW   | 84251390026 | Heroldstatt  | ⊙        | 0,0           | 20. Juli 2001 |
| Legende für Naturdenkmal                                        |      |             |              |          |               |               |

## Einzelgebilde (END)
| Name                                                          | Bild | Kennung     | Einzelheiten | Position | Fläche Hektar | Datum         |
| ------------------------------------------------------------- | ---- | ----------- | ------------ | -------- | ------------- | ------------- |
| 1 Feldulme bei der Kapelle                                    | BW   | 84251390007 | Heroldstatt  | ⊙        | 0,0           | 20. Juli 2001 |
| 1 Feldulme                                                    |      | 84251390012 | Heroldstatt  | ⊙        | 0,0           | 20. Juli 2001 |
| 1 Rotbuche bei der Eichhalde                                  | BW   | 84251390019 | Heroldstatt  | ⊙        | 0,0           | 20. Juli 2001 |
| 1 Rotbuche hinter dem Franzosenhäule                          | BW   | 84251390023 | Heroldstatt  | ⊙        | 0,0           | 20. Juli 2001 |
| 1 Rotbuche                                                    | BW   | 84251390021 | Heroldstatt  | ⊙        | 0,0           | 20. Juli 2001 |
| 1 Sommerlinde am Vereinshaus                                  | BW   | 84251390004 | Heroldstatt  | ⊙        | 0,0           | 20. Juli 2001 |
| 1 Sommerlinde („Bayer’s Linde“)                               |      | 84251390014 | Heroldstatt  | ⊙        | 0,0           | 20. Juli 2001 |
| 1 Sommerlinde mit Feldkreuz                                   | BW   | 84251390006 | Heroldstatt  | ⊙        | 0,0           | 20. Juli 2001 |
| 1 Sommerlinde                                                 | BW   | 84251390005 | Heroldstatt  | ⊙        | 0,0           | 20. Juli 2001 |
| 1 Sommerlinde                                                 | BW   | 84251390010 | Heroldstatt  | ⊙        | 0,0           | 20. Juli 2001 |
| 1 Sommerlinde                                                 |      | 84251390013 | Heroldstatt  | ⊙        | 0,0           | 20. Juli 2001 |
| 1 Winterlinde (a) und 1 Kastanie (b) beim Friedhof            | BW   | 84251390002 | Heroldstatt  | ⊙        | 0,0           | 20. Juli 2001 |
| 1 Winterlinde                                                 | BW   | 84251390016 | Heroldstatt  | ⊙        | 0,0           | 20. Juli 2001 |
| 13 Linden                                                     | BW   | 84150860200 | Heroldstatt  | ⊙        | 0,0           | 10. Feb. 1995 |
| 2 Sommerlinden (b+c) und 2 Winterlinden (a+d) bei der Kapelle | BW   | 84251390008 | Heroldstatt  | ⊙        | 0,0           | 20. Juli 2001 |
| 2 Sommerlinden                                                | BW   | 84251390003 | Heroldstatt  | ⊙        | 0,0           | 20. Juli 2001 |
| 3 Weidbuchen                                                  | BW   | 84251390020 | Heroldstatt  | ⊙        | 0,0           | 20. Juli 2001 |
| 4 Rotbuchen                                                   | BW   | 84251390022 | Heroldstatt  | ⊙        | 0,0           | 20. Juli 2001 |
| 4 Sommerlinden beim Rössle                                    | BW   | 84251390001 | Heroldstatt  | ⊙        | 0,0           | 20. Juli 2001 |
| Legende für Naturdenkmal                                      |      |             |              |          |               |               |